# Новопразька селищна територіальна громада
Новопразька селищна громада — територіальна громада в Україні, в Олександрійському районі Кіровоградської області. Адміністративний центр — селище Нова Прага.
Площа громади — 381,7 км², населення — 8 970 мешканців (2020).

## Населені пункти
У складі громади 3 селища (Гайове, Квітневе, Нова Прага) та 9 сіл:
- Веселка
- Григорівка
- Лозуватка
- Олександро-Пащенкове
- Пантазіївка
- Світлопіль
- Троянка
- Шарівка
- Шевченкове